# Gundulićeva

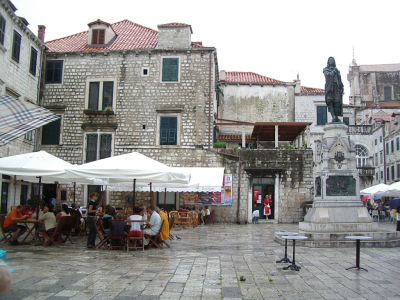
Mercat a Gundulićeva

Gundulićeva Poljana o, simplement, Gundulićeva (en croat, 'plaça de Gundulić') és una plaça de la ciutat vella (Grad) de Dubrovnik (Croàcia) dedicada al poeta Ivan Gundulić, que hi té un monument a la part central. En un dels racons de la plaça hi ha la curiosa Font dels Lleons, i a l'extrem dret una gran escalinata puja fins a l'església de Sant Ignasi de Loiola. Entre la plaça Gundulićeva i la plaça Pred Dvorom (literalment, 'Pla de Palau') hi ha la seu del Govern del Comtat.
La plaça és coneguda pel seu mercat, que també s'estén a la plaça adjacent, anomenada Bunićeva, darrere la Catedral. El mercat no té prou animació a causa de la proximitat de la Placa o Stradun, el carrer major, veritable centre del comerç local. Tanmateix, els turistes són la principal font d'ingressos de la ciutat.